# Caroline von Brünken
Caroline von Brünken (* 10. Dezember 1984 in München) ist eine deutsche Sängerin im Live- und Studio-Bereich, Songwriterin, Gesangslehrerin und Sprecherin in der Werbe- und Synchronbranche. Als Songwriterin und Sängerin ist sie überwiegend im Bereich der Pop-, Schlager, House- und Dance-Musik tätig. Bekannt ist sie auch unter dem Pseudonym CvB.

## Leben
Caroline von Brünken studierte bis 2009 an der Hochschule für Musik und Theater in München Jazzgesang. Zusätzlich erhielt sie Stimmbildung und Stimmtraining beim amerikanischen Vocalcoach David Lee Brewer, bekannt als ehemaliger Vocalcoach von „Destiny’s Child“ und „En Vogue“.
Sie ist Mitgründerin des münchner Tonstudios "tuneverse", in dem sie bis heute als Studio-Sängerin, Sprecherin, Vocal-Producerin und vor allem als Songwriterin arbeitet. Aktuell (Stand 9. Juli 2025) ist sie auf Veröffentlichungen von Beatrice Egli, Melissa Naschenweng, Charlien, Michelle, Sonia Liebing uvm. als Background-Sängerin und bei Artists wie Gestört aber Geil, Anstandslos & Durchgeknallt, Freischwimmer, Blondee, Komacasper uvm. als Front-Sängerin zu hören. Zudem arbeitete sie bereits mit Künstlern wie der Münchener Freiheit, Wincent Weiss, Voxxclub und Megaherz im Studio zusammen.
Seit 2022 schreibt sie Songs für ihr Duo-Projekt Wild As Her (Modern Country Rock) und tourt mit ihrem Kollegen Chris Kaufmann durch Deutschland, Österreich und Italien. Ihr erstes Album war Off The Leash, es folgte die EP Matches & Gasoline
Im November 2024 durfte sie die deutsche Song-Synchron-Rolle der Figur "Matangi" im Disney-Film "Vaina 2" singen.

## Karriere

### Musikalische Karriere
Neben ihren Live-Auftritten im Bereich der Jazz, Gospel, Funk und Soul ist sie insbesondere im Genre der House- und Dance-Musik aktiv. Sie ist Sängerin zahlreicher Singles für Musikprojekte wie „Michael Mind Project“, „House Rockerz“ und „Phonejaxx“, sowie für Solokünstler wie Giorno, Petty Joy oder Carlprit. Anzumerken ist hierbei, dass sie bei den meisten Gastauftritten nicht als offizieller Featuring-Artist angegeben ist.
Ihren größten Erfolg hat sie mit dem deutschen Rapper Carlprit und dem Michael Mind Project. Angefangen hat die erste Zusammenarbeit mit Carlprit, für den sie den Refrain seines Songs 1234 einsingen sollte. Der Track erschien jedoch nicht mit dem Michael Mind Project, sondern dem deutschen DJ-Duo R.I.O., die zugleich Betreiber des Labels Zooland Records sind, bei dem Carlprit unter Vertrag stand. Kurz vor der ihrer zweiten gemeinsamen Aufnahme wechselte Carlprit zum Plattenlabel Sony Music Entertainment. R.I.O. beschloss daraufhin nicht mehr mitzuwirken. Carlprit und von Brünken fragten beim Michael Mind Project an. Dieses ging Positiv ein. Seitdem produzieren sie gemeinsam Songs. Fiesta und Here We Go stiegen auf Anhieb in sämtliche Charts ein. 
Ebenfalls ist sie durch das Produktionsteam „Tuneverse“ als Autorin und Vocalcoach für diverse Bands und Interpreten, wie zum Beispiel Haudegen, Glasperlenspiel oder Daniel Aminati zuständig.
Bekannt ist sie auch als Vocalcoach für die Filmproduktion „Rock it!“, für die sie eine Gesangsszene coachte und gleichzeitig als Vocaldouble für diese Szene fungierte. Ebenfalls bereitete die Popstars-Gewinner „Some & Any“ und „LaVive“ auf ihre Clubtouren vor.
Seit 2005 assistiert von Brünken auch für DJs und Rapper als Sängerin auf Live-Touren und Auftritten im Fernsehen oder auf der Live-Bühne. Zurzeit tourt sie mit dem DJ Alex Megane durch Deutschland. Sie tritt ebenfalls allein bei Events auf, darunter beispielsweise jährlich beim „Silvester@Kempinski Muc“.

### Fernsehkarriere
Seit 2010 ist sie als Werbesprecherin für das In- und Ausland tätig. In den letzten Jahren entstanden Spots für Film, Radio und Fernsehen im Bereich der Textilindustrie wie zum Beispiel Triumph, Versicherungen, beispielsweise die AOK und der Lebensmittelindustrie. Doch auch für Online-Lernportale hat von Brünken schon mehrmals gesprochen.
Im August 2012 besuchte sie in Potsdam einen fünftägigen Synchronsprecher-Workshop der Firma Hermes Synchron. Seitdem arbeitet sie auch in diesem Bereich.
Am 29. Mai 2014 nahm sie an der zweiten Ausgabe der ProSieben-Show "Keep Your Light Shining" teil. Sie schaffte es ins Finale, musste sich dort aber Fabian Bruck geschlagen geben.
2022 erhielt sie eine kleine Statistenrolle im Musical/Drama "Orphea in Love" (Kinofilm des Regisseurs Axel Ranisch) und ist im 3-köpfigen Gospelchor zu sehen und zu hören.

## Diskografie

### Als Sängerin, Komponisten und Songwriterin

#### Chartplatzierungen
| Jahr | Titel Album                    | Höchstplatzierung, Gesamtwochen, AuszeichnungChartplatzierungen (Jahr, Titel, Album, Platzierungen, Wochen, Auszeichnungen, Anmerkungen) | Höchstplatzierung, Gesamtwochen, AuszeichnungChartplatzierungen (Jahr, Titel, Album, Platzierungen, Wochen, Auszeichnungen, Anmerkungen) | Höchstplatzierung, Gesamtwochen, AuszeichnungChartplatzierungen (Jahr, Titel, Album, Platzierungen, Wochen, Auszeichnungen, Anmerkungen) | Anmerkungen                                                   |
| Jahr | Titel Album                    | DE | AT | CH | Anmerkungen                                                   |
| ---- | ------------------------------ | --- | --- | --- | ------------------------------------------------------------- |
| 2009 | Love’s Gonna Get YouVK My Mind | DE65 (4 Wo.)DE | AT59 (1 Wo.)AT | — | Erstveröffentlichung: 22. Mai 2009 mit Michael Mind           |
| 2009 | Gotta Let You GoVK My Mind     | DE58 (5 Wo.)DE | — | — | Erstveröffentlichung: 28. August 2009 mit Michael Mind        |
| 2010 | Feel Your BodyKV State Of Mind | DE67 (4 Wo.)DE | — | — | Erstveröffentlichung: 16. April 2010 mit Michael Mind Project |
| 2010 | HerzrasenVSK –                 | DE77 (7 Wo.)DE | — | — | Erstveröffentlichung: 3. Dezember 2010 mit House Rockerz      |
| 2013 | FiestaVSK –                    | DE53 (5 Wo.)DE | — | CH45 (1 Wo.)CH | Erstveröffentlichung: 10. Mai 2013 mit Carlprit               |
| 2013 | Here We Go (Allez Allez)VSK –  | DE59 (2 Wo.)DE | AT43 (2 Wo.)AT | — | Erstveröffentlichung: 16. August 2013 mit Carlprit            |

#### Weitere Lieder (Auswahl)
- 2008: Bleeding LoveV (De Grees)
- 2008: Circle in the SandV (De Grees)
- 2009: Work ItVS (Zippy Davids & Christian F.J. Büttner)
- 2009: SinnfonieVSK (Schandmaul)
- 2009: Unterwegs in die FreiheitSK (Münchener Freiheit)
- 2009: Put Some 80ies In ItSK (Sandra)
- 2010: Bäng BängVSK (Klaus Hoffmann)
- 2010: HalteverbotVSK (Dominik Glöbl Quintett)
- 2011: Like a VirginVK (Cassey Doreen)
- 2011: Hook Her UpV (Michael Mind Project)
- 2012: Allez AllezVS (Petty Joy & Uno Jahma)
- 2012: Feiern ist wichtigVSK (House Rockerz)
- 2012: Human KindVSK (Cc.K Meets Scoon & Delore)
- 2013: Last NightV (Michael Mind Project & Dante Thomas)
- 2013: Carry Me HomeV (Michael Mind Project)
- 2013: Bright EyedVSK (DJ Shog vs. Aboutblank & KLC)
- 2013: FireflightVSK (DJ Shog vs. Aboutblank & KLC)
- 2013: ElektrisiertVSK (House Rockerz)
- 2013: PhysicalVSK (House Rockerz vs. Davis Redfield)
- 2013: Blinded (By The Night)VSK (Jens O.)
- 2013: Save The NightVSK (Jens O.)
- 2013: Turn The SignsVSK (Lynch & Aacher)
- 2013: MeergefühlVSK (Münchener Freiheit)
- 2013: 30.000 TageSK (Neonherz)
- 2013: EiskaltSK (Neonherz)
- 2013: Tanz um Dein LebenSK (Neonherz)
- 2013: We Are the ColorsVSK (mit Alex Megane)
- 2013: Party Around the WorldVSK (Carlprit)
- 2014: HolidayVSK (mit Semitoo, Marc Korn & Orry Jackson)
- 2014: Dem Sturm entgegenSK (Alex Diehl)
- 2014: Du bist mir fremdSK(Alex Diehl)
- 2014: Stell Dir vorSK (mit Alex Diehl)
- 2014: IndestructibleVSK (Calmani & Grey)
- 2014: Die Letzten unserer ArtSK (Daniel Aminati)
- 2014: Arme nach obenVSK (House Rockerz)
- 2014: Empty SheetsVSK (Jens O.)
- 2014: Rotate VSK (Rocco & Cc.K)
- 2015: Sound Of InfinityVSK (CJ Stone)
- 2015: RimshotVSK (Ostblockschlampen)
- 2017: Ein Teil von mirSK (Anita & Alexandra Hofmann)
- 2017: Flieg mit mirSK (Anita & Alexandra Hofmann)
- 2017: Voll infiziertSK (Anita & Alexandra Hofmann)
- 2017: Herz an HerzSK (Anita & Alexandra Hofmann)
- 2017: Breathe the Love VSK (Besh)
- 2018: HorrorclownSK (Megaherz)
- 2018: Nicht in meinem NamenSK (Megaherz)
- 2018: FeuerherzSK (Michelle)
- 2023: Off The LeashVSK (Wild As Her)
- 2024: Du hast die Wahl (Matangi -Vaiana 2)[8]
- 2025: Matches & GasolineVSK (Wild As Her)

#### Legende
- V = Caroline van Brünken war für Gesang zuständig
- VS = Caroline van Brünken war für Gesang und Songwriting zuständig
- VSK = Caroline van Brünken war für Gesang, Songwriting und Komposition zuständig